# Kerstin Andersson (länsarbetsdirektör)
Kerstin Gunhild Margareta Andersson, född 3 november 1945 i Styrsö församling i Göteborgs och Bohus län, är en svensk före detta länsarbetsdirektör.
Andersson blev filosofie kandidat 1969 i Göteborg och arbetade som arbetsförmedlare 1969-1977. Därefter var hon biträdande sekreterare i sysselsättningsutredning vid Arbetsmarknadsdepartementet 1977-1979, senare avdelningsdirektör vid Arbetsmarknadsstyrelsen vid platsförmedlingsenheten från 1979, och sedan biträdande sekreterare i Arbetsmarknadsdepartementets AMS-kommitté 1982-1983.
Andersson var socialdemokratiskt kommunalråd i Haninge kommun 1986–1990. Hon har suttit i kommunfullmäktige, varit ordförande för Invandrarrådet, och suppleant vid Länsarbetsnämnden i Stockholms län. Hon blev biträdande länsarbetsdirektör i Stockholms län 1990, länsarbetsdirektör i Jämtlands län 2001 och länsarbetsdirektör i Södermanlands län 2006.
Hon är dotter till Holger Andersson och Margit, född Svensson. Hon gifte sig 1968 med Alf Andersson (född 1944).